# فیدایمیا
فیدایما همسر کمبوجیه دوم و دختر هوتن یکی از بزرگان پارسی بود.